# Liste von Persönlichkeiten der Stadt Allstedt
Die Liste von Persönlichkeiten der Stadt Allstedt enthält Personen, die in der Geschichte der Stadt Allstedt im Landkreis Mansfeld-Südharz in Sachsen-Anhalt eine nachhaltige Rolle gespielt haben. Es handelt sich dabei um Persönlichkeiten, die Ehrenbürger, hier geboren oder gestorben sind oder in Allstedt und den eingemeindeten Ortschaften und heutigen Ortsteilen gewirkt haben.
Für die Persönlichkeiten aus den nach Allstedt eingemeindeten Ortschaften siehe auch die entsprechenden Ortsartikel.

## Ehrenbürger
- 1. April 1895: Otto von Bismarck (1815–1898), Reichskanzler
- Adolf Wuttig (1844–1929), evangelischer Pfarrer
- 2010: Ivan Borowský, Bürgermeister von Vrbové[1]
- 18. Juni 2011: Hans Tetzel, ehemaliger Stadtrat (SPD)[2]

## Söhne und Töchter der Stadt
Die folgenden Personen sind in Allstedt bzw. den eingemeindeten Ortschaften oder den heutigen Ortsteilen der Stadt geboren. Ob sie ihren späteren Wirkungskreis in Allstedt hatten oder nicht, ist dabei unerheblich.

### Persönlichkeiten der Frühen Neuzeit

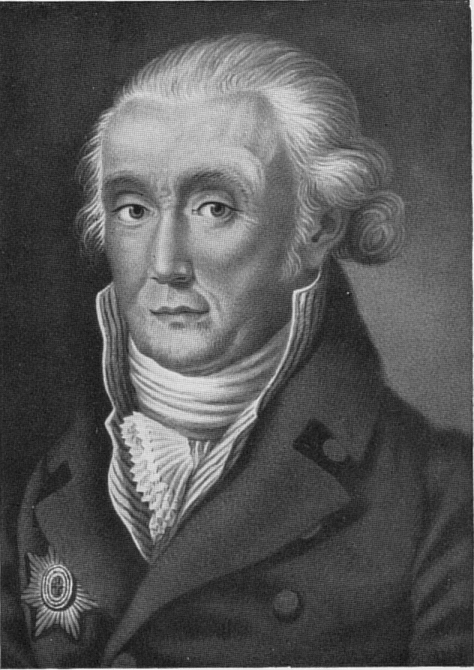
Christian Gottlob von Voigt

- Joachim Christian von der Wahl (1590–1644), kurbayrischer Feldmarschall und Statthalter von Ingolstadt
- Margaretha Susanna von Kuntsch (1651–1717), Schriftstellerin
- Christoph August Heumann (1681–1764), evangelisch-lutherischer Theologe und Polyhistor
- Friedrich Andreas Hallbauer (1692–1750), lutherischer Theologe
- Johann Gottfried Blümner (1724–1798), kurfürstlich-sächsischer Kommissionsrat und Kreisamtmann zu Leipzig sowie Rittergutsbesitzer, geboren in Emseloh
- Friedrich Adolf Graf von Kalckreuth (1737–1818), preußischer Generalfeldmarschall, geboren in Sotterhausen
- Friedrich Wilhelm Heinrich von Trebra (1740–1819), Berghauptmann
- Christian Gottlob von Voigt (1743–1819), Dichter und Freund Goethes
- Johann Karl Wilhelm Voigt (1752–1821), Mineraloge und Geognost
- Johann Karl Fischer (1760–1833), Mathematiker und Physiker
- Christian Gottlob Voigt, der Jüngere (1774–1813), Verwaltungsjurist im Herzogtum Sachsen-Weimar-Eisenach

### Persönlichkeiten des 19. Jahrhunderts

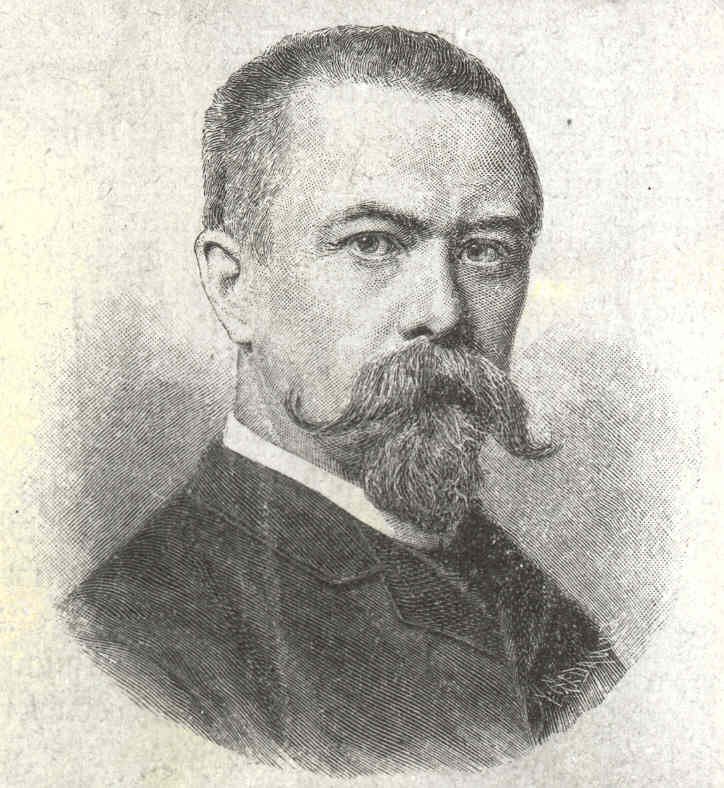
Otto Piltz

- August Thieme (1780–1860), Dichter
- Carl Friedrich Zöllner (1800–1860), Komponist, gilt als die führende Persönlichkeit des mitteldeutschen Männerchorwesens in der Mitte des 19. Jahrhunderts
- Johann Gottfried Heinrich Schulze (1809–1875), Geistlicher und Politiker
- Adolph Schmidt (1815–1903), Rechtswissenschaftler
- Karl Johann August Müller (1818–1899), Bryologe
- Friedrich Albert Mehmel (1827–1888), Orgelbauer
- Anton Vollert (1828–1897), Staatsmann und Autor
- Gustav Demelius (1831–1891), deutsch-österreichischer Jurist und Universitätsprofessor
- Otto Piltz (1846–1910), Maler
- Moritz Knobloch (1851–1923), Verwaltungsjurist und Abgeordneter, geboren in Holdenstedt

### Persönlichkeiten des 20. Jahrhunderts

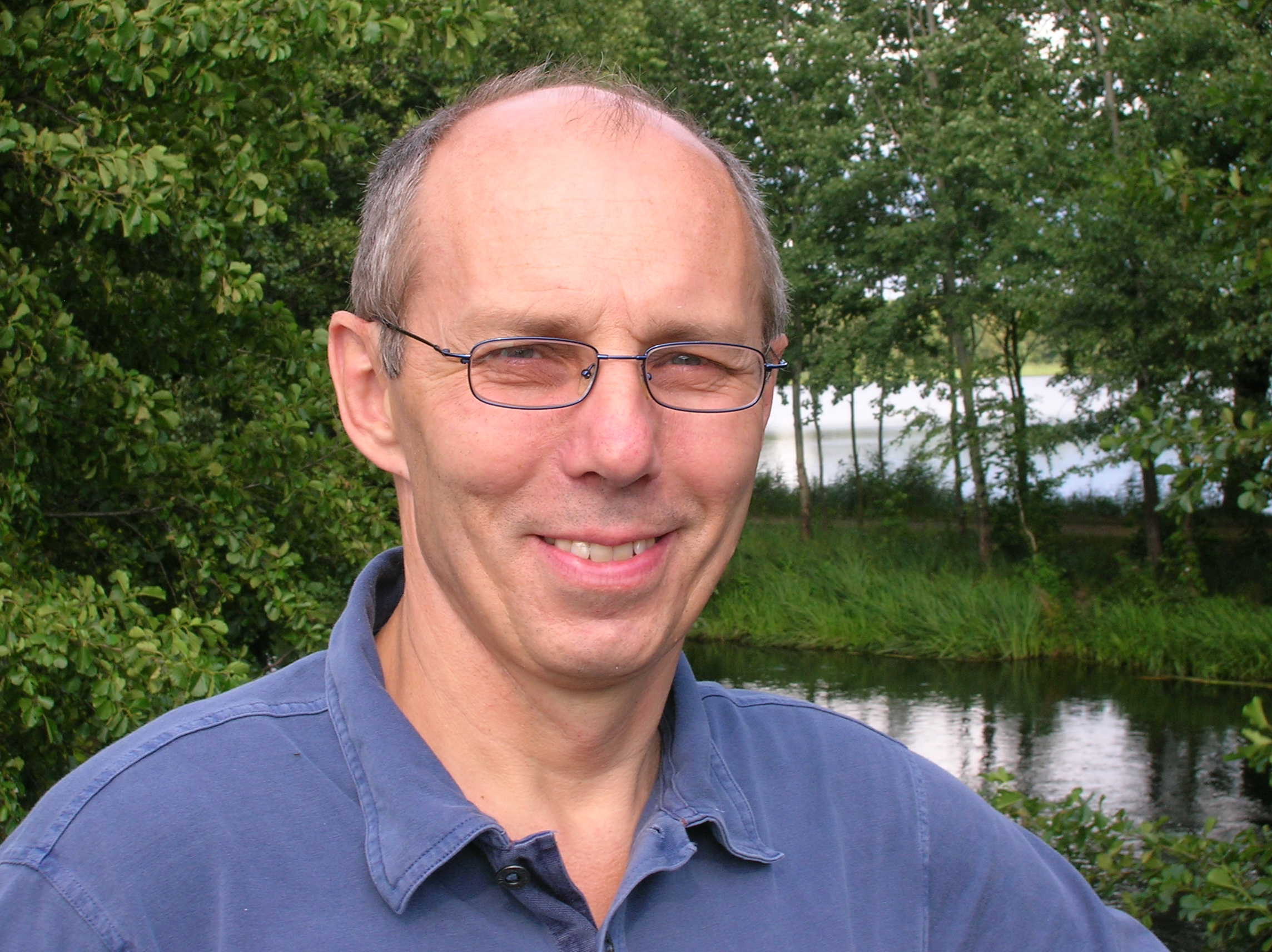
Reinhard Stöckel (2008)

- Heinz Sting (1904–1976), Jurist, Verwaltungsbeamter und Politiker (NSDAP)
- Werner Feist (1919–?), Straßenbauer und Politiker (LDPD)
- Hans-Henning Axthelm (* 1941), Arbeitsmediziner und Politiker (CDU)
- Peter Pühringer (* 1942), österreichischer Vermögensverwalter und Mäzen
- Dagmar Pohle (* 1953), Politikerin (PDS/Die Linke)
- Reinhard Stöckel (* 1956), Schriftsteller

### Persönlichkeiten des 21. Jahrhunderts
- Judith Rothe (* 1979), Aktivistin der Neonazi-Szene, geboren in Sotterhausen

## Persönlichkeiten, die in der Stadt gestorben sind

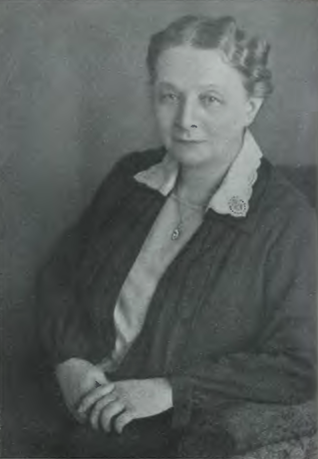
Marie Oberdieck (um 1934)

- Graf Wolfgang zu Stolberg (1501–1552), Regent der Grafschaften Stolberg und Wernigerode
- Melchior Acontius (um 1515–1569), Humanist und Lyriker
- Friedrich August Koethe (1781–1850), Theologe und Lieddichter
- August Thieme (1780–1860), Dichter
- August Disselhoff (1829–1903), evangelischer Pfarrer
- Marie Oberdieck (1867–1954), Schriftstellerin, die ihre Werke vorwiegend in schlesischer Mundart verfasste, starb in Beyernaumburg
- Walther von Trebra (1869–1924), Verwaltungsjurist und Gutsbesitzer

## Persönlichkeiten, die mit der Stadt in Verbindung stehen

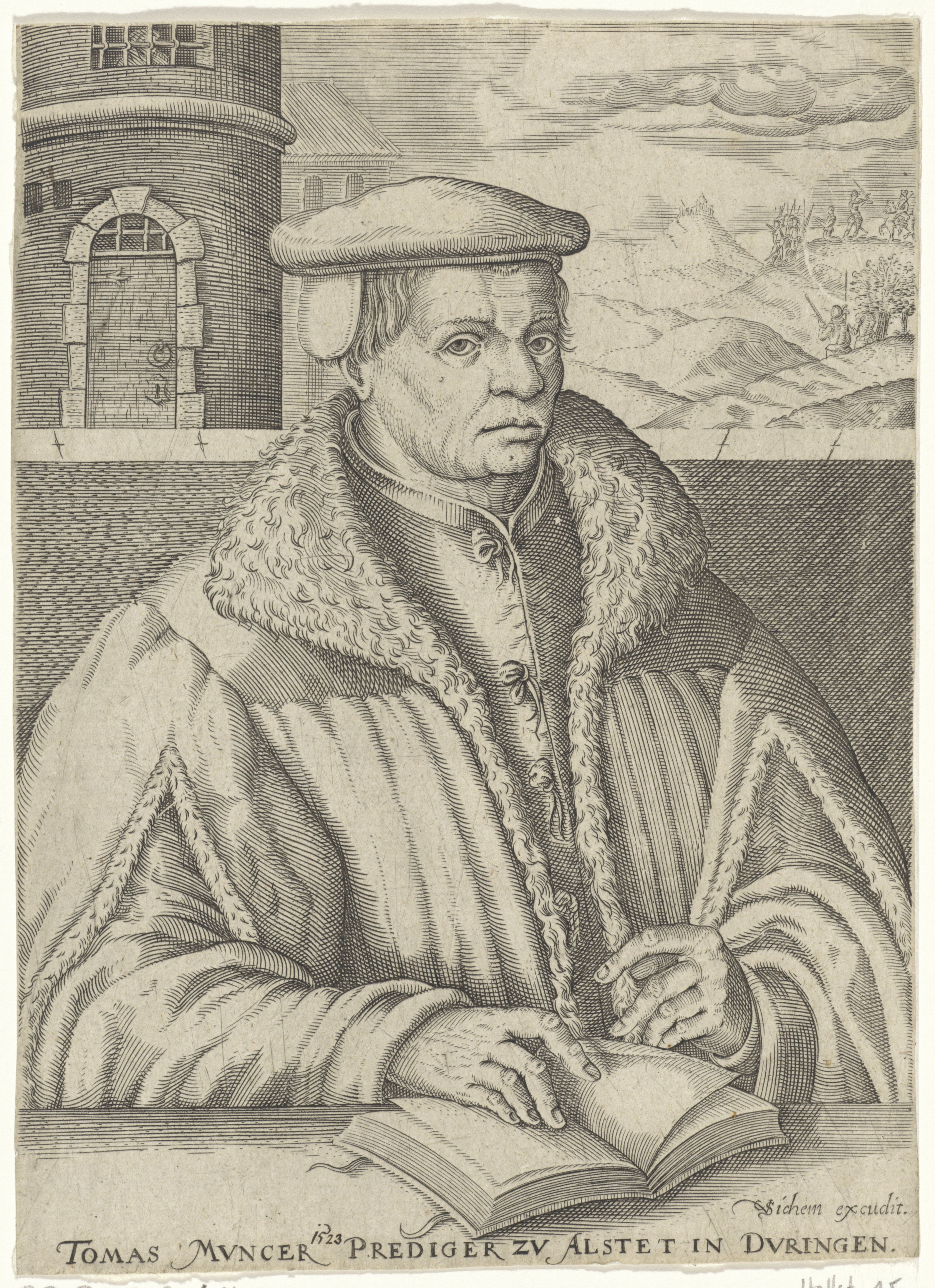
Thomas Müntzer

- Thomas Müntzer (um 1489–1525), Theologe, Reformator und Revolutionär, wirkte 1523–1525 in Allstedt
- Melchior Acontius (um 1515–1569), Humanist und Lyriker (1515–1569 in Allstedt)
- Caspar Tryller (1542–1625), kursächsischer Beamter und Gründer mehrerer Stiftungen, Rittergutsbesitzer im Emseloh
- Christoph Felgenhauer (vor 1604–1639), Kaufmann, kursächsischer Kammerrat und Floßdirektor, Rittergutsbesitzer in Kaltenborn
- Gottfried Arnold (1666–1714), lutherischer Theologe, (1700–1704) Hofprediger in Allstedt
- Johann Wolfgang von Goethe (1749–1832), bedeutender deutscher Dichter, wirkte einige Jahre auf Schloss Allstedt
- Werner von Strauch (1825–1898), war 1852–1861 Forstinspektor und Forstmeister